# Hokejové divize 1969/1970
Československé divize ledního hokeje 1969/1970 byly třetí nejvyšší hokejové soutěže na území Československa.

## Systém soutěže
Soutěž se skládala ze 8 skupin po 8 účastnících. Ve skupinách se všech 8 klubů utkalo dvoukolově každý s každým (celkem 14 kol). Vítězové jednotlivých skupin následně utkaly o postup do České národní hokejové ligy, respektive do Slovenské národní hokejové ligy. Týmy umístěné po základní části na posledním místě sestoupily do krajských přeborů.
Před začátkem soutěží odstoupily TJ Sparta ČKD Praha "B", VTJ Dukla Litoměřice "B", VTJ Dukla Opava, TJ Baník Havířov a TJ Spartak Praha 4, které nahradily je týmy TJ Slavia Děčín, TJ Uhelné sklady Praha, HC Praha,TJ Baník Meziboří, TJ Sokol Studénka a TJ Slavoj Bruntál.

## Česká socialistická republika

### Skupina A
| Poř. | Tým                                 | Z  | V  | R | P  | VB  | OB | B  |
| ---- | ----------------------------------- | -- | -- | - | -- | --- | -- | -- |
| 1.   | TJ ZVVZ Milevsko                    | 14 | 12 | 0 | 2  | 100 | 34 | 24 |
| 2.   | TJ Prazdroj Plzeň                   | 14 | 11 | 1 | 2  | 75  | 25 | 23 |
| 3.   | VTJ Dukla Hraničář České Budějovice | 14 | 8  | 2 | 4  | 59  | 36 | 18 |
| 4.   | TJ Kovosvit Holoubkov               | 14 | 8  | 2 | 4  | 68  | 73 | 18 |
| 5.   | TJ Tatran Hluboká nad Vltavou       | 14 | 6  | 1 | 7  | 55  | 57 | 13 |
| 6.   | TJ Spartak Rožmitál pod Třemšínem   | 14 | 3  | 2 | 9  | 41  | 56 | 8  |
| 7.   | TJ Spartak Soběslav                 | 14 | 3  | 1 | 10 | 50  | 89 | 7  |
| 8.   | TJ Jitona Lišov                     | 14 | 0  | 1 | 13 | 32  | 90 | 1  |

### Skupina B
| Poř. | Tým                           | Z  | V  | R | P  | VB | OB  | B  |
| ---- | ----------------------------- | -- | -- | - | -- | -- | --- | -- |
| 1.   | TJ Slovan NV Louny            | 14 | 11 | 2 | 1  | 72 | 24  | 24 |
| 2.   | TJ Secheza Lovosice           | 14 | 9  | 3 | 2  | 66 | 37  | 21 |
| 3.   | TJ Spartak Klášterec nad Ohří | 14 | 8  | 0 | 6  | 46 | 41  | 16 |
| 4.   | TJ Uhelné sklady Praha        | 14 | 7  | 1 | 6  | 48 | 45  | 15 |
| 5.   | TJ Baník SHD Most             | 14 | 7  | 0 | 7  | 74 | 50  | 14 |
| 6.   | TJ Slavia Děčín               | 14 | 5  | 0 | 9  | 45 | 61  | 10 |
| 7.   | TJ Baník Meziboří             | 14 | 4  | 1 | 9  | 40 | 53  | 9  |
| 8.   | TJ Vlna Nejdek                | 14 | 1  | 1 | 12 | 24 | 114 | 3  |

### Skupina C
| Poř. | Tým                             | Z  | V  | R | P  | VB  | OB | B  |
| ---- | ------------------------------- | -- | -- | - | -- | --- | -- | -- |
| 1.   | VTJ Dukla Letec Hradec Králové  | 14 | 12 | 2 | 0  | 100 | 32 | 26 |
| 2.   | TJ Dvůr Králové nad Labem       | 14 | 9  | 1 | 4  | 85  | 85 | 19 |
| 3.   | TJ Tiba Jaroměř                 | 14 | 7  | 3 | 4  | 58  | 45 | 17 |
| 4.   | TJ Bohemians ČKD Praha          | 14 | 8  | 1 | 5  | 49  | 38 | 17 |
| 5.   | TJ Autoškoda Mladá Boleslav "B" | 14 | 5  | 1 | 8  | 47  | 71 | 11 |
| 6.   | VTJ Dukla Pardubice             | 14 | 3  | 3 | 8  | 40  | 60 | 9  |
| 7.   | TJ Spartak Tesla Žižkov         | 14 | 3  | 1 | 10 | 38  | 80 | 7  |
| 8.   | TJ Jiskra Jablonec nad Nisou    | 14 | 3  | 0 | 11 | 28  | 74 | 6  |

### Skupina D
| Poř. | Tým                      | Z  | V  | R | P  | VB | OB | B  |
| ---- | ------------------------ | -- | -- | - | -- | -- | -- | -- |
| 1.   | VTJ Dukla Příbram        | 14 | 13 | 0 | 1  | 97 | 30 | 26 |
| 2.   | TJ Baník Švermov         | 14 | 10 | 1 | 3  | 83 | 52 | 21 |
| 3.   | TJ Konstruktiva Praha    | 14 | 8  | 2 | 4  | 58 | 44 | 18 |
| 4.   | TJ Medik Praha           | 14 | 7  | 2 | 5  | 76 | 71 | 16 |
| 5.   | HC Unhošť                | 14 | 7  | 0 | 7  | 52 | 68 | 14 |
| 6.   | TJ Sparta Podluhy        | 14 | 4  | 2 | 8  | 40 | 58 | 10 |
| 7.   | HC Praha                 | 14 | 2  | 1 | 11 | 30 | 73 | 5  |
| 8.   | TJ Slavoj Velké Popovice | 14 | 1  | 0 | 13 | 32 | 72 | 2  |

### Skupina E
| Poř. | Tým                          | Z  | V  | R | P | VB  | OB | B  |
| ---- | ---------------------------- | -- | -- | - | - | --- | -- | -- |
| 1.   | TJ Spartak Třebíč            | 14 | 12 | 2 | 0 | 118 | 28 | 26 |
| 2.   | TJ Spartak Nedvědice         | 14 | 7  | 5 | 2 | 60  | 40 | 19 |
| 3.   | VŠTJ Technika Brno           | 14 | 7  | 2 | 5 | 57  | 46 | 16 |
| 4.   | TJ BOPO Třebíč               | 14 | 5  | 3 | 6 | 53  | 62 | 13 |
| 5.   | TJ Lokomotiva Uherský Ostroh | 14 | 3  | 5 | 6 | 47  | 68 | 11 |
| 6.   | TJ Baník Dubňany             | 14 | 4  | 3 | 7 | 43  | 66 | 11 |
| 7.   | TJ Jiskra Otrokovice         | 14 | 3  | 3 | 8 | 52  | 73 | 9  |
| 8.   | TJ Jiskra Staré Město        | 14 | 2  | 3 | 9 | 39  | 86 | 7  |

### Skupina F
| Poř. | Tým                      | Z  | V  | R | P  | VB  | OB  | B  |
| ---- | ------------------------ | -- | -- | - | -- | --- | --- | -- |
| 1.   | TJ VŽKG Ostrava "B"      | 14 | 12 | 2 | 0  | 130 | 31  | 26 |
| 2.   | TJ Baník ČSA Karviná "B" | 14 | 11 | 1 | 2  | 89  | 29  | 23 |
| 3.   | TJ Sigma MŽ Olomouc      | 14 | 8  | 2 | 4  | 79  | 39  | 18 |
| 4.   | TJ Sokol Studénka        | 14 | 8  | 1 | 5  | 77  | 55  | 17 |
| 5.   | TJ Slavia VŠB Ostrava    | 14 | 6  | 1 | 7  | 55  | 80  | 13 |
| 6.   | TJ Sokol Malé Hoštice    | 14 | 4  | 0 | 10 | 57  | 89  | 8  |
| 7.   | TJ MEZ Mohelnice         | 14 | 3  | 0 | 11 | 40  | 93  | 6  |
| 8.   | TJ Slavoj Bruntál        | 14 | 0  | 1 | 13 | 33  | 144 | 1  |

TJ Sigma MŽ Olomouc odmítl postup do ČNHL. B – týmy Vítkovic a Karviné nemohli postoupit, protože jejich A – týmy působí v ČNHL.

## Kvalifikace o ČNHL
| Poř. | Tým                            | Z | V | R | P | VB | OB | B |
| ---- | ------------------------------ | - | - | - | - | -- | -- | - |
| 1.   | VTJ Dukla Příbram              | 6 | 4 | 0 | 2 | 32 | 22 | 8 |
| 2.   | VTJ Dukla Letec Hradec Králové | 6 | 4 | 0 | 2 | 25 | 19 | 8 |
| 3.   | TJ Slovan NV Louny             | 6 | 2 | 1 | 3 | 13 | 22 | 5 |
| 4.   | TJ ZVVZ Milevsko               | 6 | 1 | 1 | 4 | 20 | 27 | 3 |

Týmy VTJ Dukla Příbram, TJ Slovan NV Louny a TJ Spartak Třebíč postoupily do dalšího ročníku ČNHL. VTJ Dukla Letec Hradec Králové po sezóně ukončil činnost, tudíž postup odmítl.
Týmy TJ Jitona Lišov, TJ Jiskra Otrokovice, TJ Jiskra Staré Město, TJ MEZ Mohelnice a TJ Slavoj Bruntál sestoupily do krajských přeborů. Nahradily je kluby, jež uspěly v kvalifikaci TJ Šumavan Vimperk, VTJ Dukla Mělník, VTJ Dukla Litoměřice, TJ Spartak Nové Město nad Metují, TJ Lokomotiva Pramet Šumperk, TJ Motorpal Velké Meziříčí a TJ Sokol Ostrava-Poruba.

## Slovenská socialistická republika

### Skupina západ
| Poř. | Tým                              | Z  | V  | R | P  | VB  | OB  | B  |
| ---- | -------------------------------- | -- | -- | - | -- | --- | --- | -- |
| 1.   | TJ Spartak SMZ Dubnica nad Váhom | 20 | 17 | 1 | 2  | 135 | 49  | 35 |
| 2.   | TJ Lokomotíva Bučina Zvolen      | 20 | 12 | 0 | 8  | 111 | 81  | 24 |
| 3.   | TJ AC Nitra                      | 20 | 8  | 2 | 6  | 98  | 68  | 18 |
| 4.   | TJ Spartak TAZ Trnava            | 20 | 5  | 1 | 14 | 78  | 124 | 11 |
| 5.   | TJ Slávia UK Bratislava          | 20 | 5  | 0 | 15 | 62  | 115 | 10 |
| 6.   | TJ ZVL Skalica                   | 20 | 3  | 2 | 15 | 57  | 138 | 8  |

### Skupina východ
| Poř. | Tým                           | Z  | V  | R | P  | VB  | OB  | B  |
| ---- | ----------------------------- | -- | -- | - | -- | --- | --- | -- |
| 1.   | VTJ Dukla Prešov              | 20 | 15 | 1 | 4  | 118 | 41  | 31 |
| 2.   | TJ Hutník Martin              | 20 | 13 | 2 | 5  | 107 | 69  | 28 |
| 3.   | TJ Slovan Levoča              | 20 | 10 | 2 | 8  | 88  | 82  | 22 |
| 4.   | TJ VSŽ Košice "B"             | 20 | 9  | 2 | 9  | 69  | 63  | 20 |
| 5.   | TJ Družstevník Spišské Bystré | 20 | 4  | 3 | 13 | 50  | 107 | 11 |
| 6.   | TJ Družstevník Letanovce      | 20 | 3  | 2 | 15 | 40  | 110 | 8  |

Týmy VTJ Dukla Prešov, TJ Hutník Martin, TJ Lokomotíva Bučina Zvolen a TJ Spartak SMZ Dubnica nad Váhom postoupily díky rozšíření do dalšího ročníku 1. SNHL.
Do divize postoupily kluby, jež uspěly v kvalifikaci TJ TS Topoľčany, TJ Tesla Piešťany, TJ TTS Trenčín a TJ Lokomotíva Bane Spišská Nová Ves.